# Liste der Monuments historiques in Loutzviller
Die Liste der Monuments historiques in Loutzviller führt die Monuments historiques in der französischen Gemeinde Loutzviller auf.

## Liste der Objekte
| Bezeichnung                      | Beschreibung                                                                                    | Standort                         | Kennzeichnung | Schutzstatus | Datum | Bild |
| -------------------------------- | ----------------------------------------------------------------------------------------------- | -------------------------------- | ------------- | ------------ | ----- | ---- |
| Hauptaltar                       | Ensemble aus PM57000512 bis PM57000517                                                          | in der Kirche Ste-Trinité (Lage) | PM57000511    | Classé       | 1993  |      |
| Altartisch                       | Holz, farbig gefasst und vergoldet, zweites Viertel des 18. Jahrhunderts                        | in der Kirche Ste-Trinité (Lage) | PM57000512    | Classé       | 1993  |      |
| Sechs Altarleuchter              | Kupfer, vergoldet, zweites Viertel des 18. Jahrhunderts                                         | in der Kirche Ste-Trinité (Lage) | PM57000513    | Classé       | 1993  |      |
| Altarkreuz                       | Kupfer, vergoldet, zweites Viertel des 18. Jahrhunderts                                         | in der Kirche Ste-Trinité (Lage) | PM57000514    | Classé       | 1993  |      |
| Retabel                          | Holz, farbig gefasst und vergoldet, zweites Viertel des 18. Jahrhunderts                        | in der Kirche Ste-Trinité (Lage) | PM57000515    | Classé       | 1993  |      |
| Skulptur Gottvater mit dem Kreuz | wohl ein Fragment einer Dreifaltigkeitsdarstellung; Holz, farbig gefasst und vergoldet, 1810/11 | in der Kirche Ste-Trinité (Lage) | PM57000516    | Classé       | 1993  |      |
| Baldachin                        | Holz, farbig gefasst und vergoldet, zweites Viertel des 18. Jahrhunderts                        | in der Kirche Ste-Trinité (Lage) | PM57000517    | Classé       | 1993  |      |